# Baie Royal
Pour les articles homonymes, voir Royal.

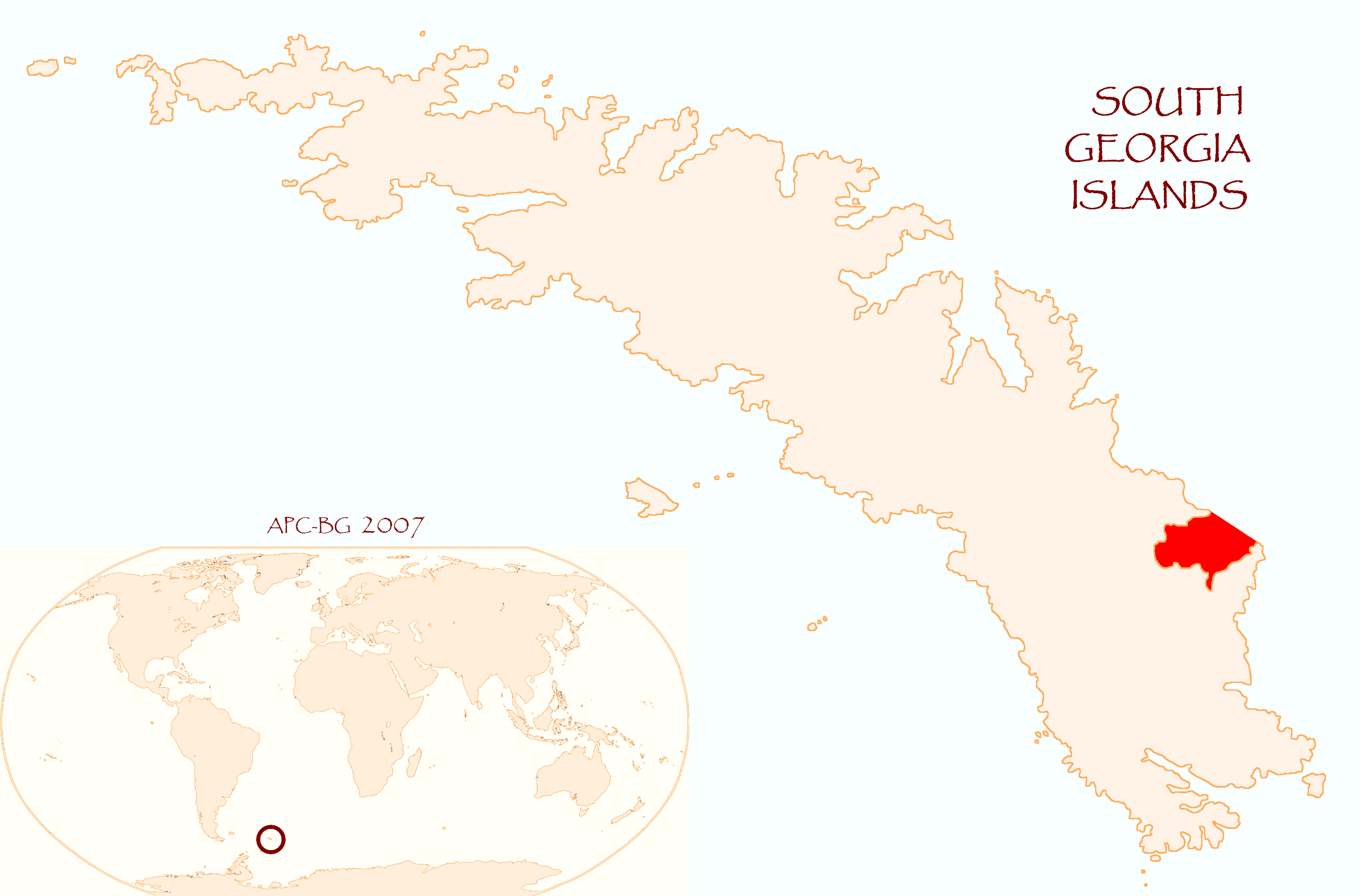
La baie Royal.

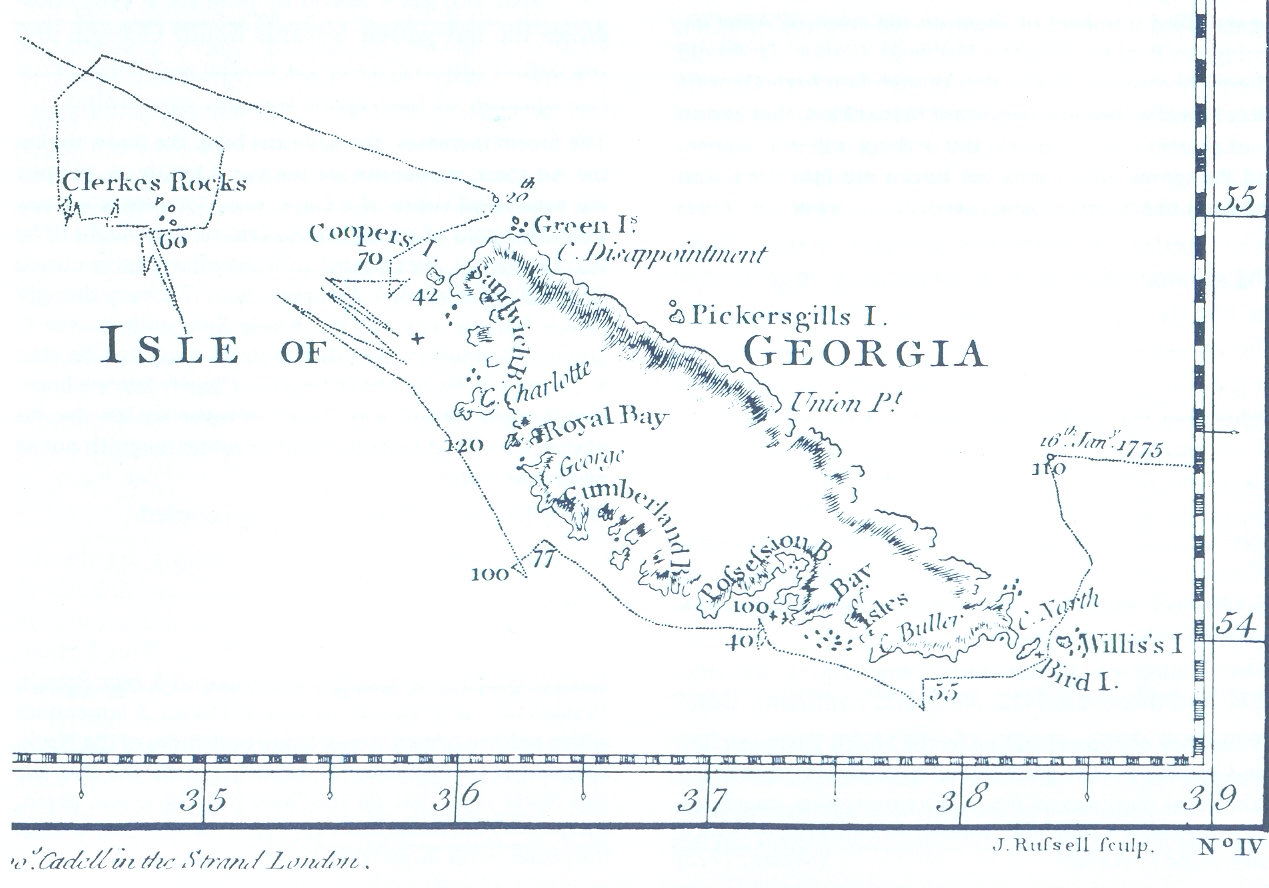
Carte de James Cook de 1777.

La baie Royal est une baie de Géorgie du Sud, dans l'océan Atlantique Sud. Elle a été découverte et nommée par l’expédition anglaise de James Cook en 1775.
Elle possède au nord-ouest la rade Moltke Harbour.